# Książ
Książ, tyska: Fürstenstein, är det största slottet i Schlesien i Polen. Det ligger i norra delen av staden Wałbrzych. Ursprungligen uppfördes det 1288-1292 under hertigen Bolko I av Świdnica, av huset Piast, och har flera gånger byggts om under senare epoker.
En ombyggnad av slottet och ett omfattande underjordiskt tunnelsystem i anslutning till slottet påbörjades i Nazityskland under andra världskriget i samband med Projekt Riese, men slutfördes aldrig.

## Galleri

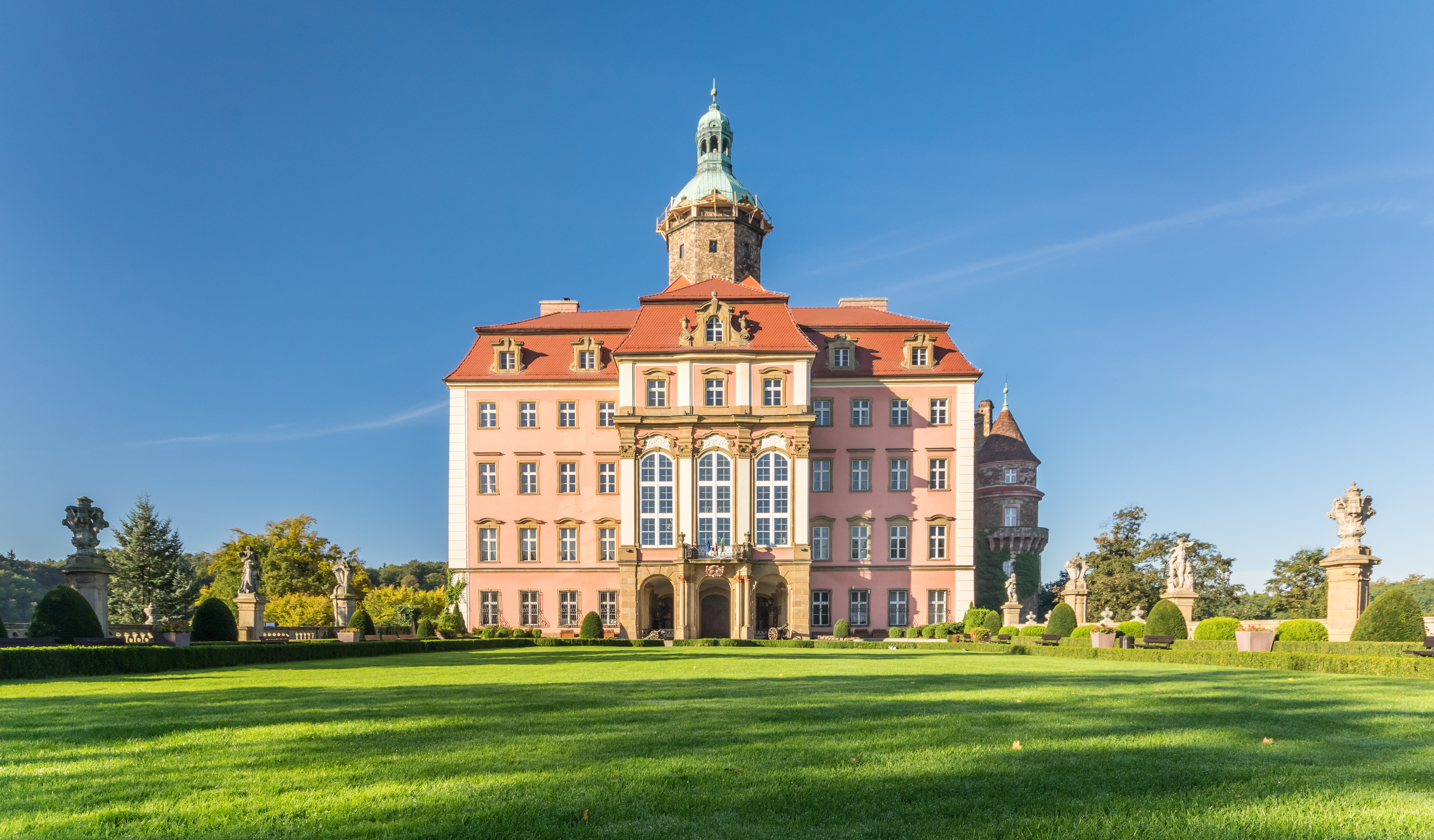
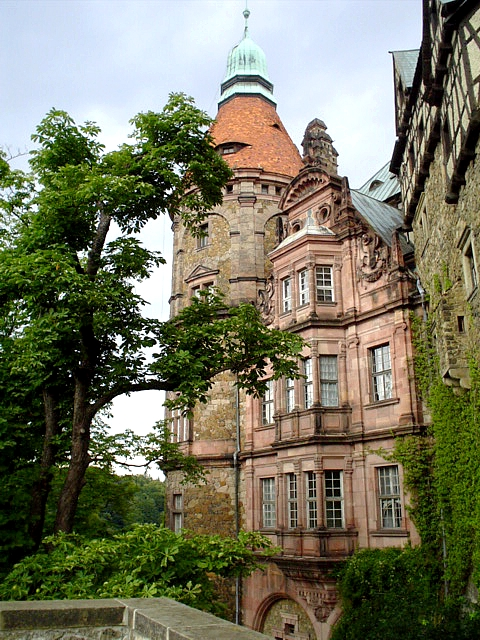
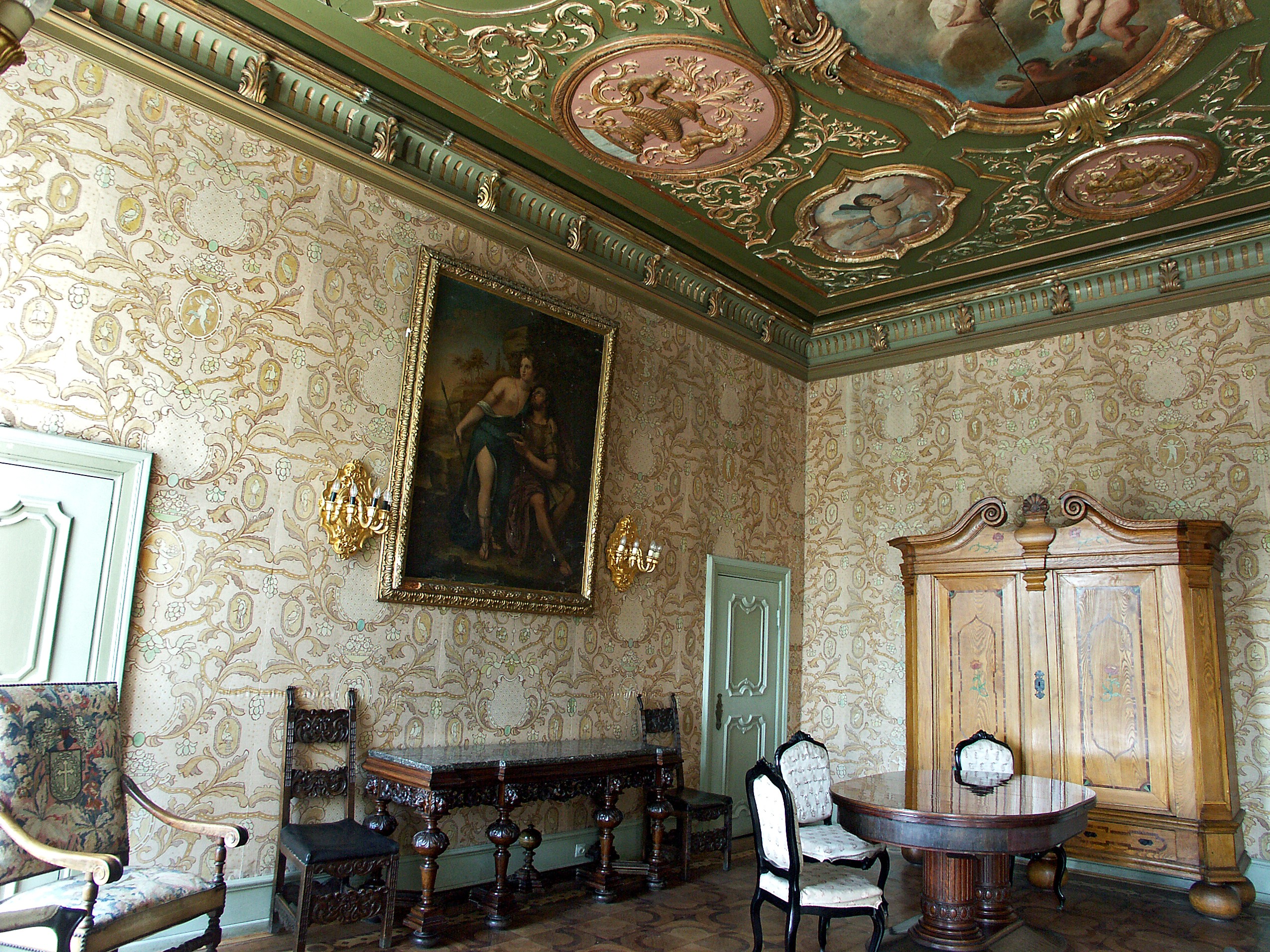
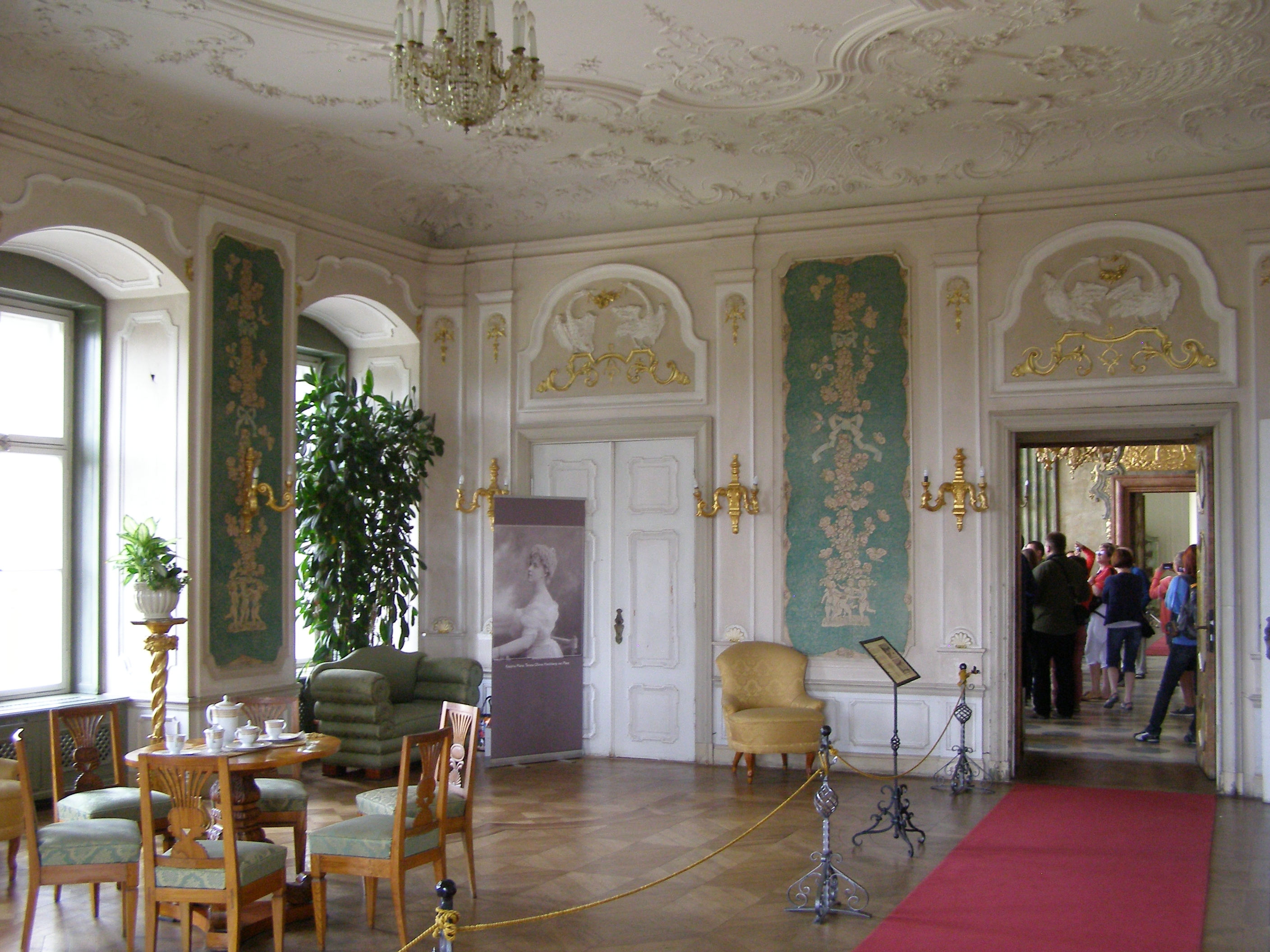
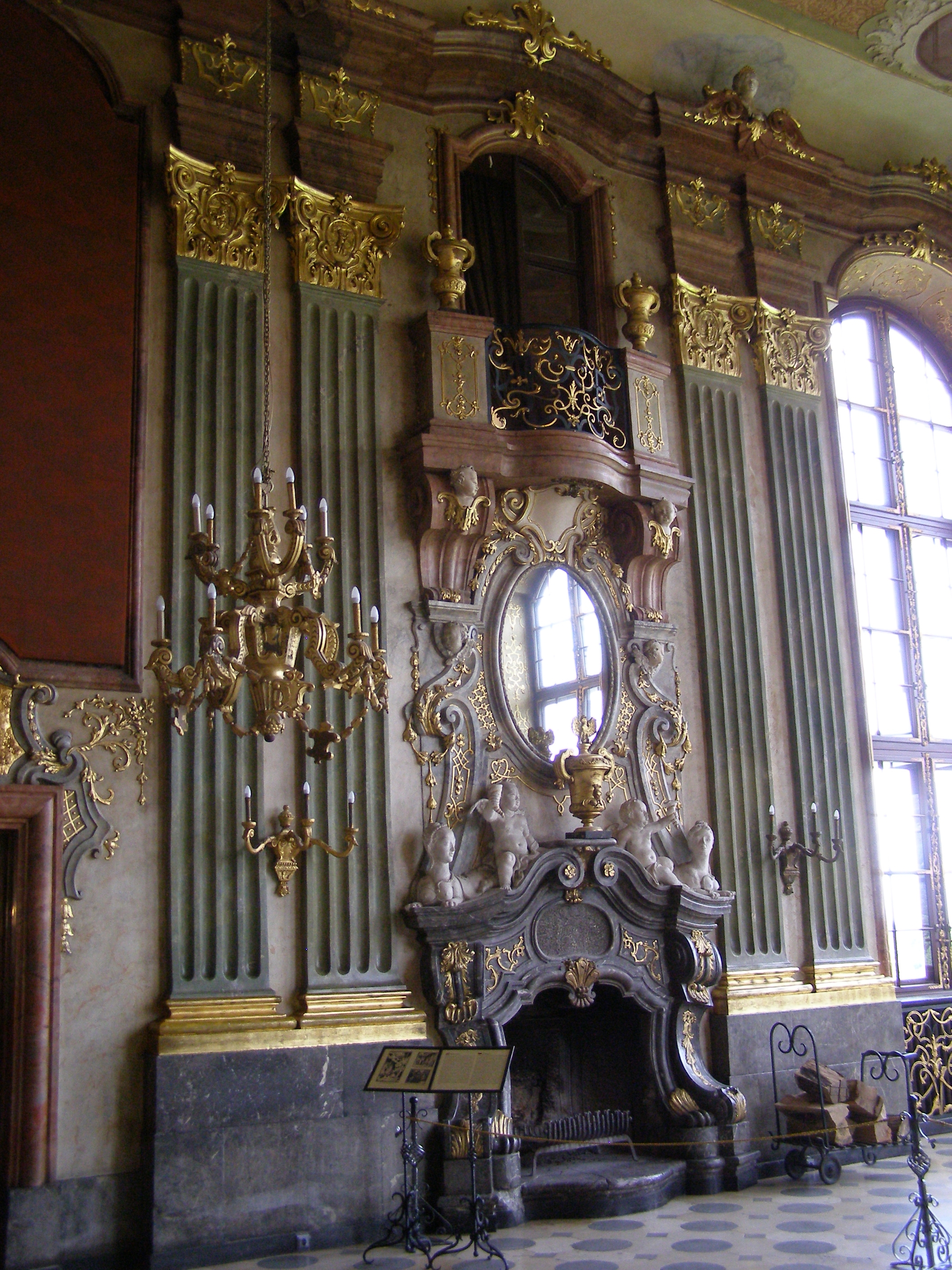
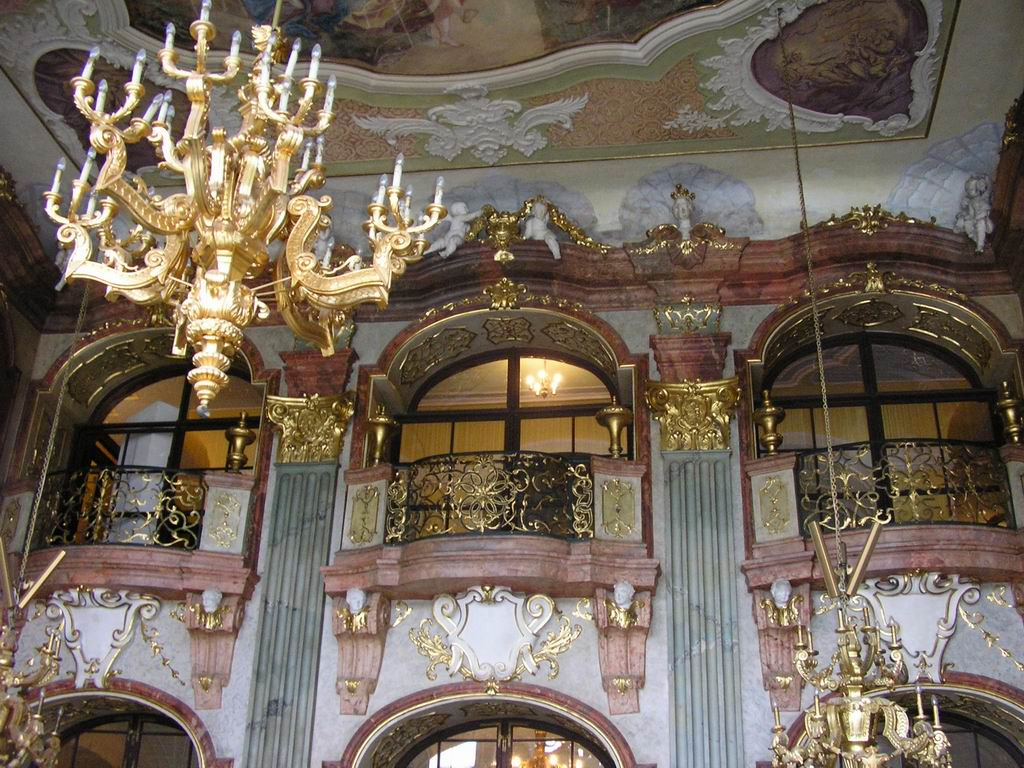
Maximiliansalen
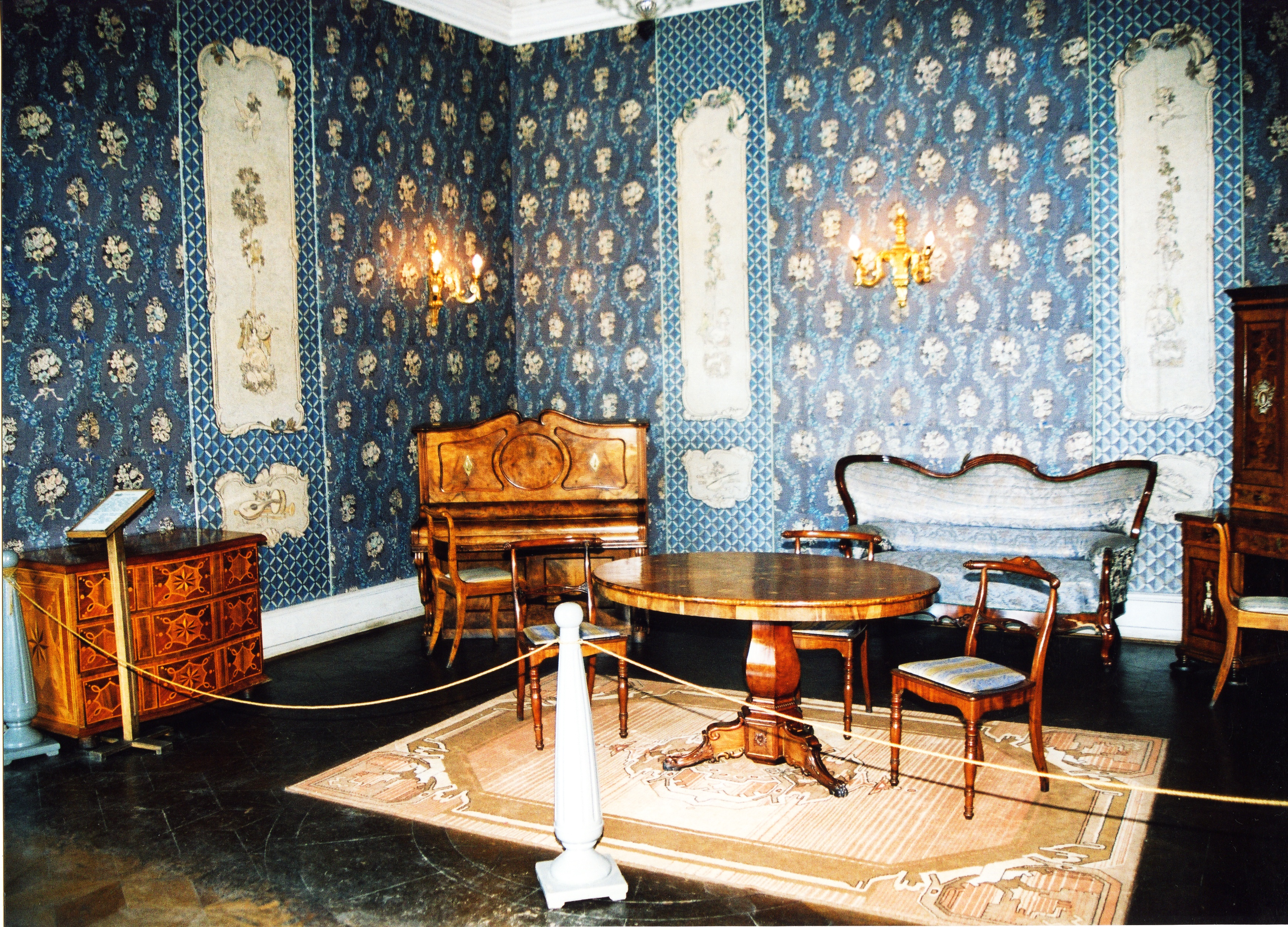
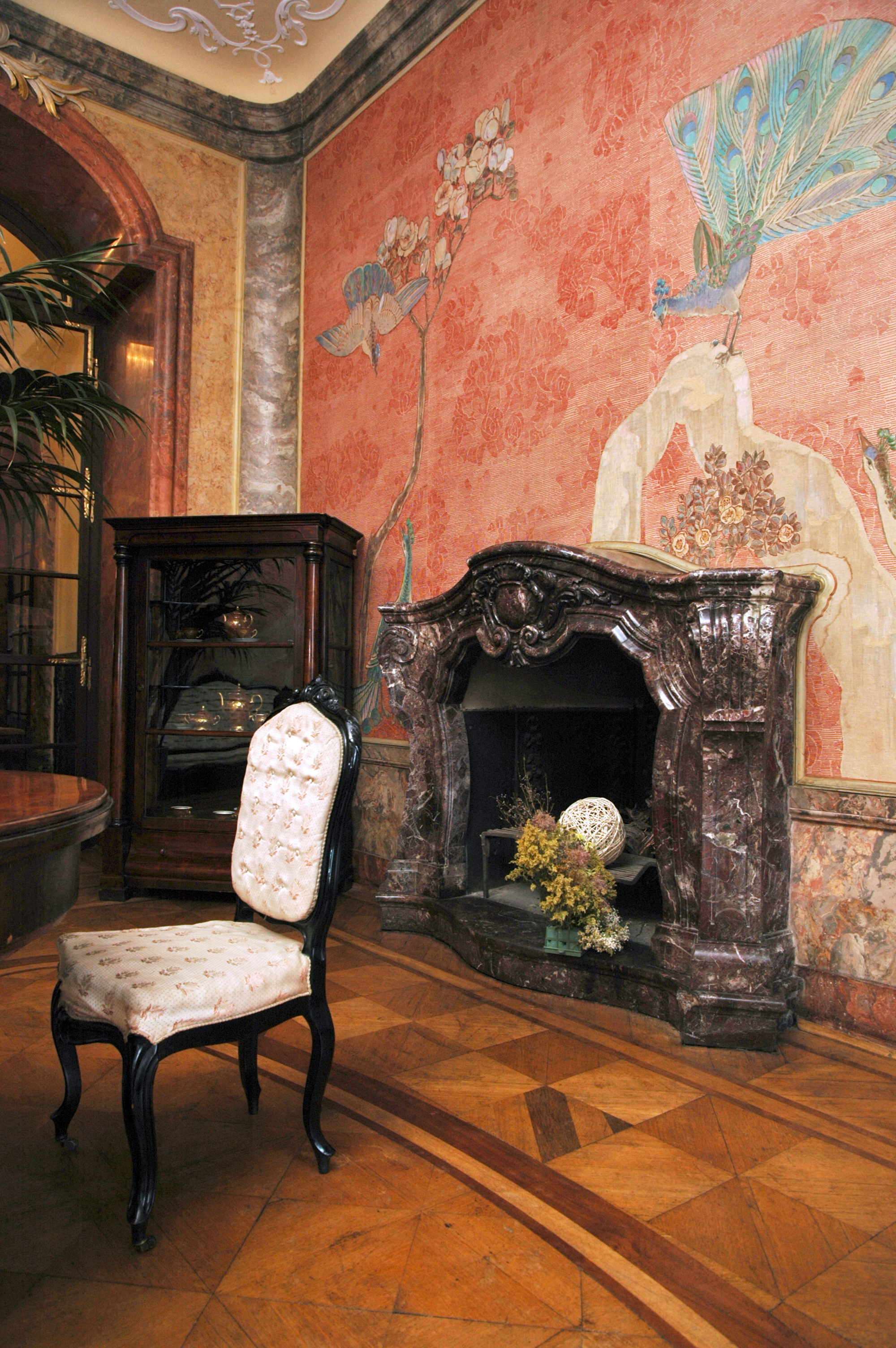
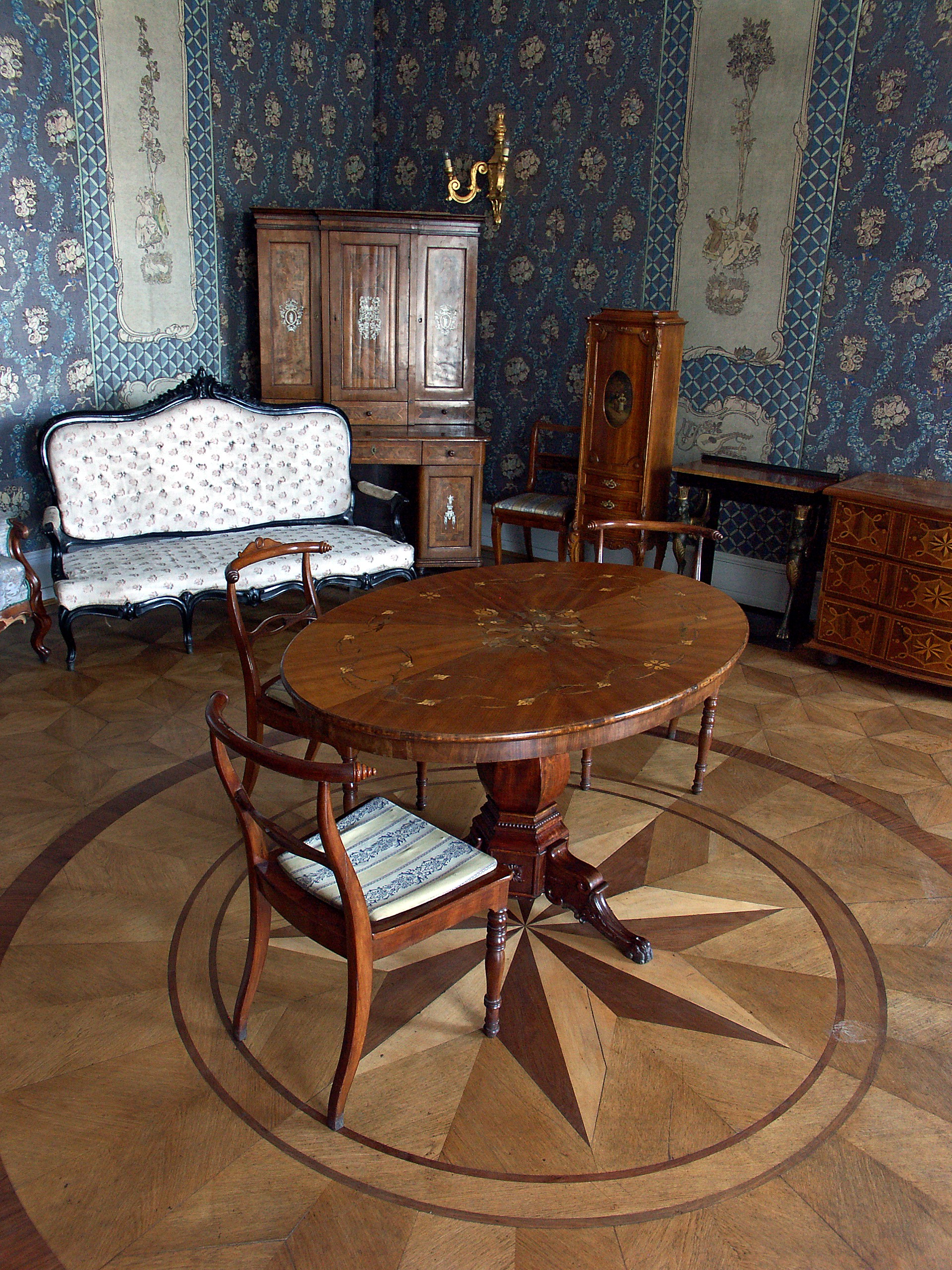
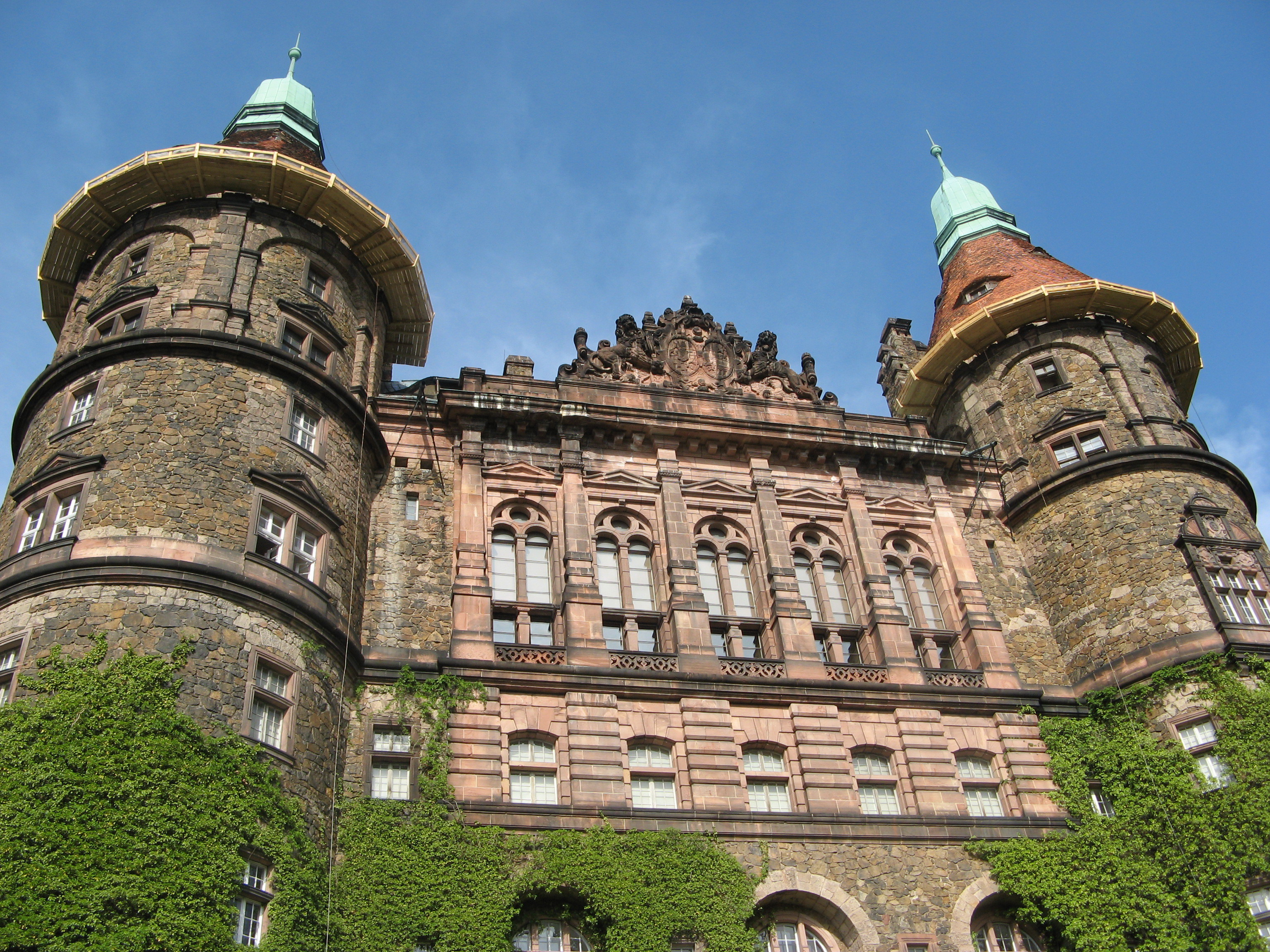
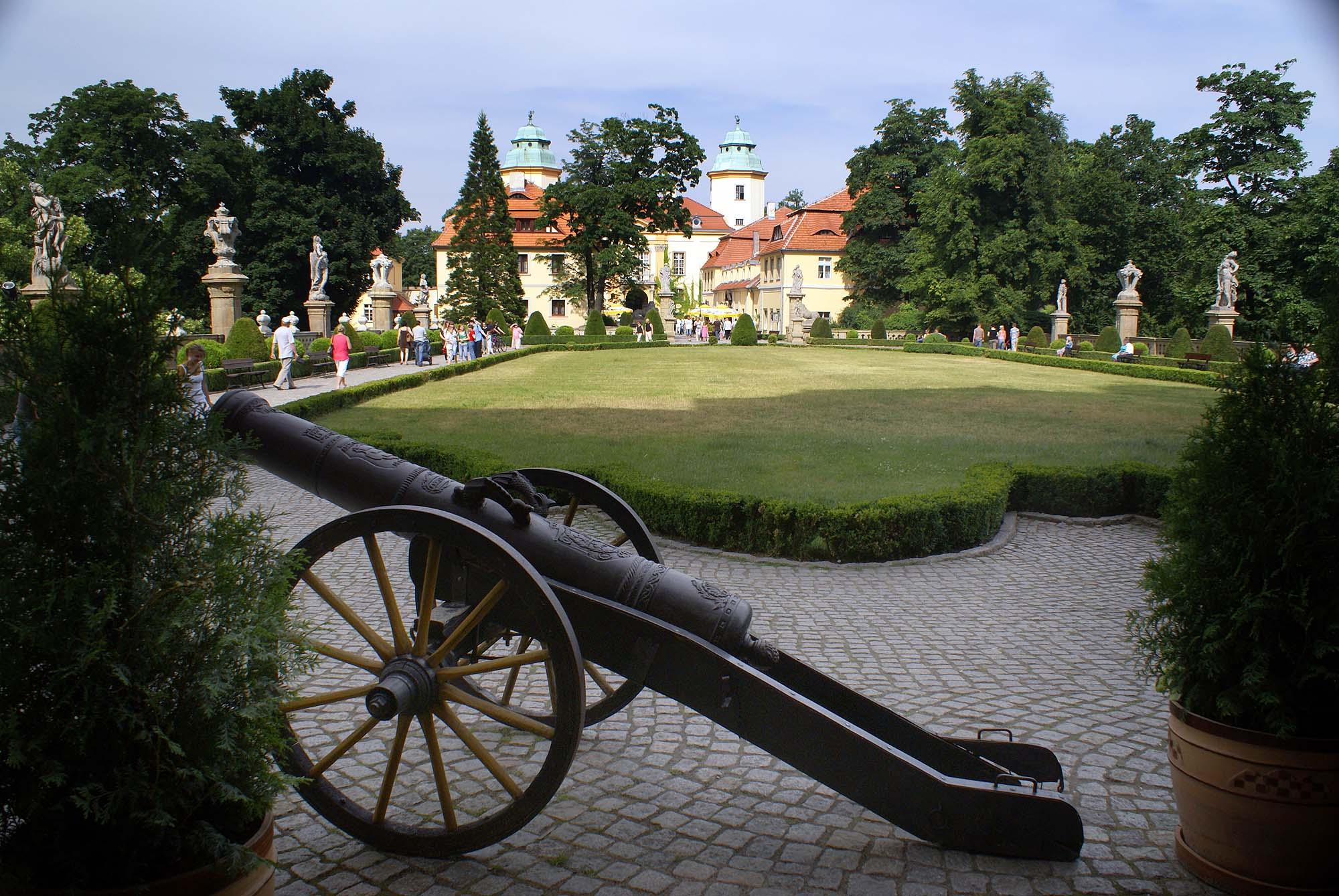
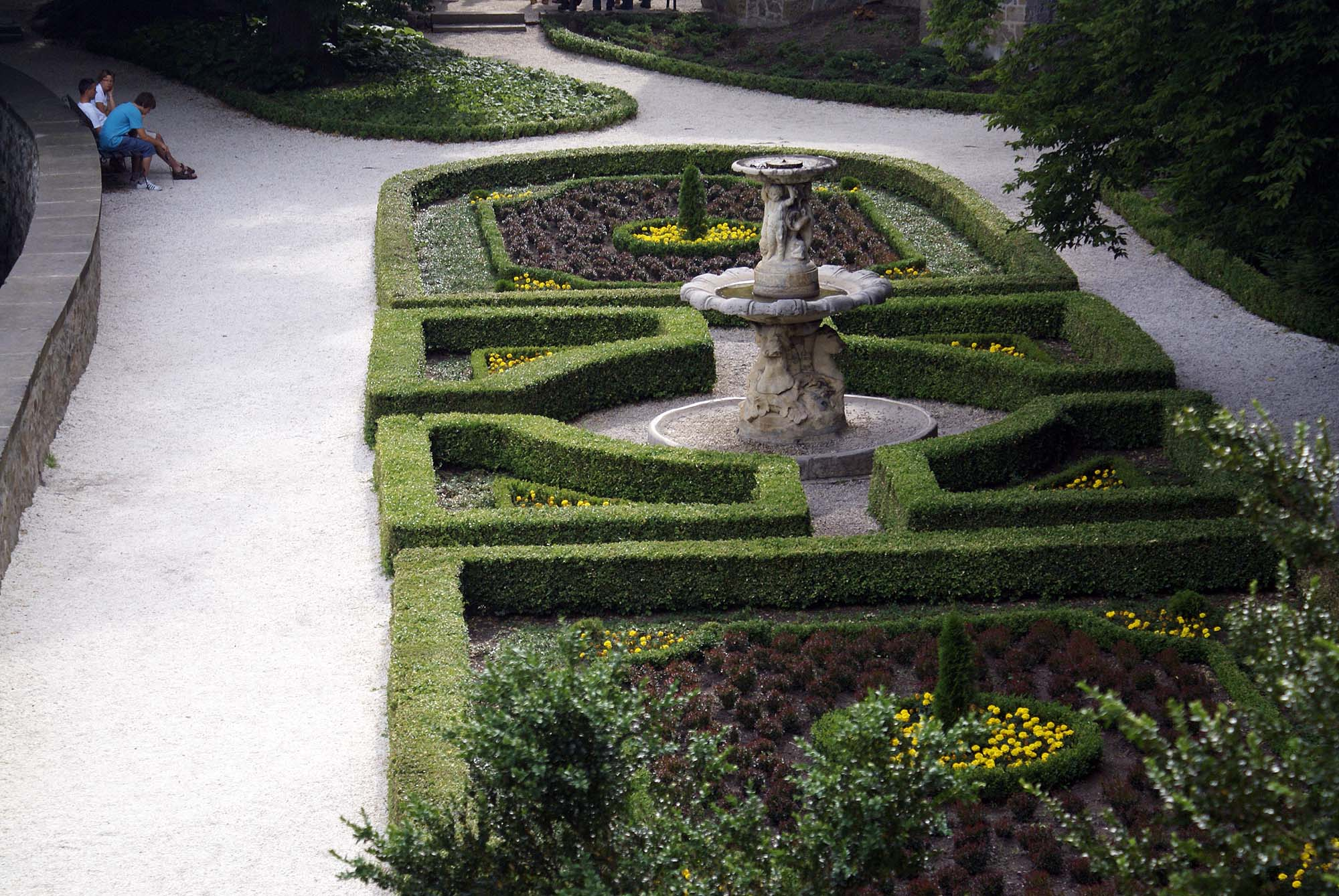
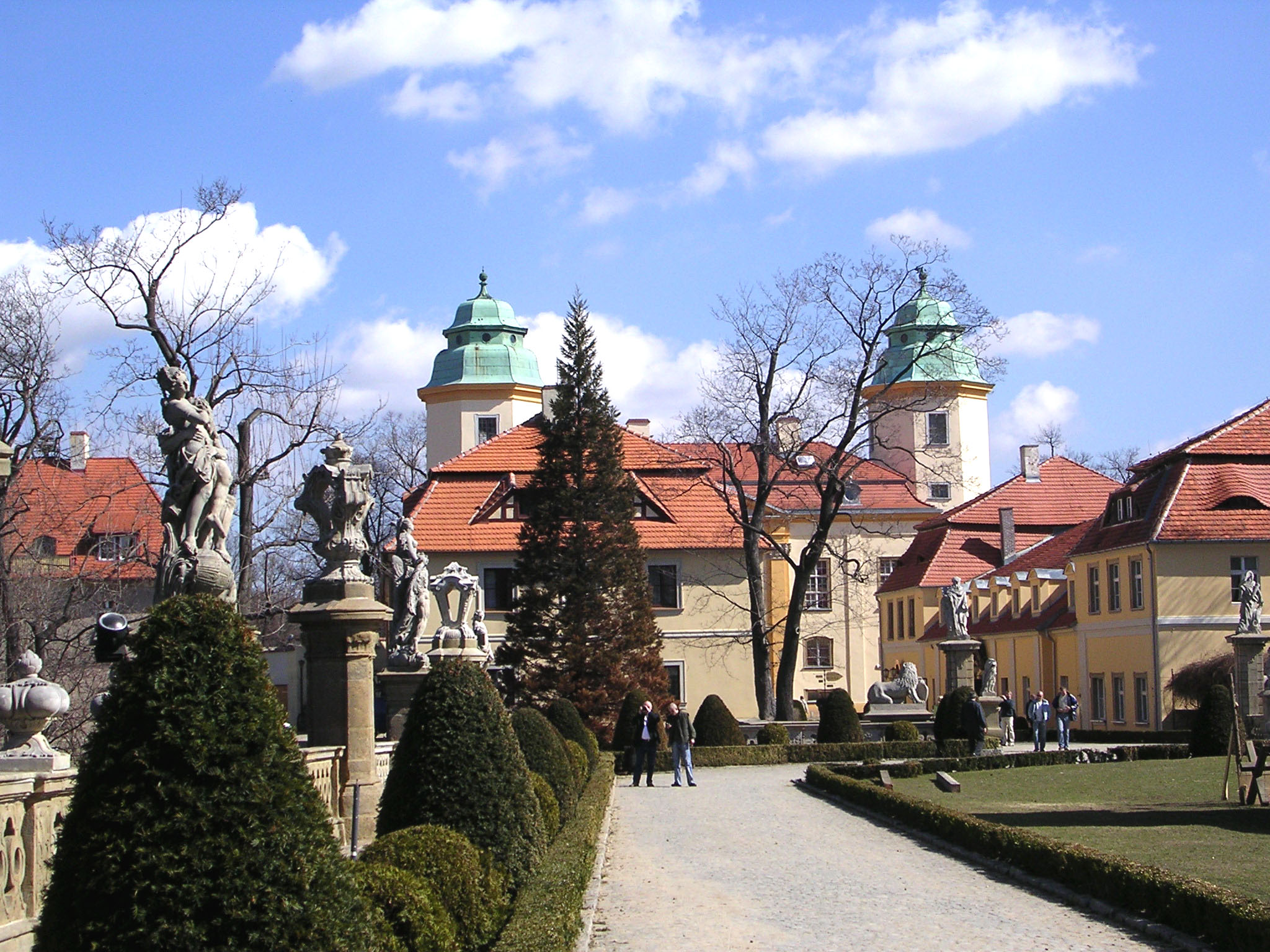
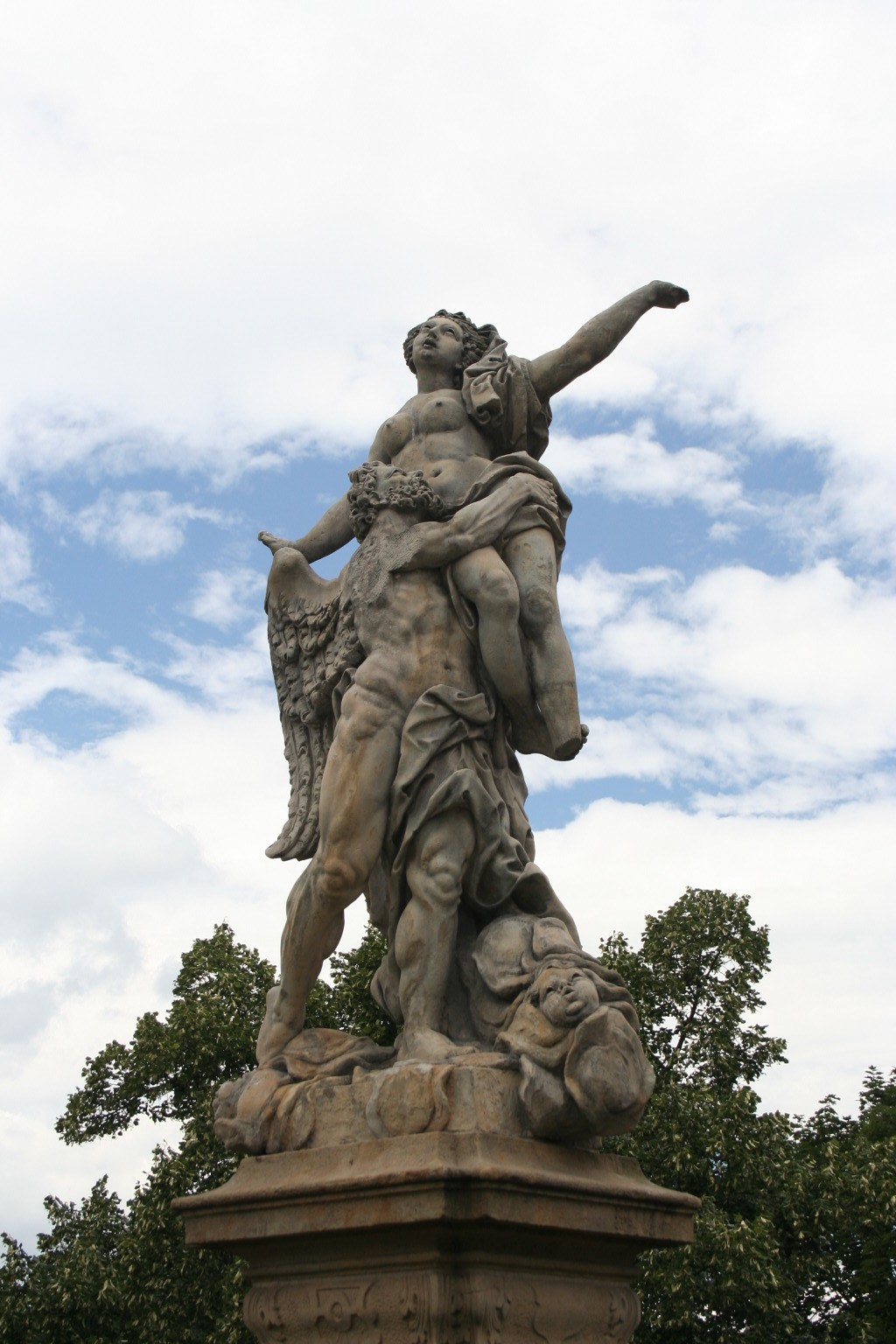